# 并矢积
在数学特别是双线性代数中，有同样维度的两个向量 {\displaystyle \mathbf {u} } 和 {\displaystyle \mathbf {v} } 的并矢积
{\displaystyle \mathbb {P} =\mathbf {u} \otimes \mathbf {v} }
是这些向量的张量积，而结果是阶为 2 的张量。

## 分量
关于选定的基 {\displaystyle \{\mathbf {e} _{i}\}}，并矢积 {\displaystyle \mathbb {P} =\mathbf {u} \otimes \mathbf {v} } 的分量 {\displaystyle P_{ij}} 可以定义为
{\displaystyle P_{ij}=u_{i}v_{j}} ,
这里的
{\displaystyle \mathbf {u} =\sum _{i}u_{i}\mathbf {e} _{i}} ,
{\displaystyle \mathbf {v} =\sum _{j}v_{j}\mathbf {e} _{j}} ,
而
{\displaystyle \mathbb {P} =\sum _{i,j}P_{ij}\mathbf {e} _{i}\otimes \mathbf {e} _{j}} .

## 矩阵表示
并矢积可以简单的表示为通过列向量 {\displaystyle \mathbf {u} } 乘以行向量 {\displaystyle \mathbf {v} } 的方块矩阵。例如，
{\displaystyle \mathbf {u} \otimes \mathbf {v} \rightarrow {\begin{bmatrix}u_{1}\\u_{2}\\u_{3}\end{bmatrix}}{\begin{bmatrix}v_{1}&v_{2}&v_{3}\end{bmatrix}}={\begin{bmatrix}u_{1}v_{1}&u_{1}v_{2}&u_{1}v_{3}\\u_{2}v_{1}&u_{2}v_{2}&u_{2}v_{3}\\u_{3}v_{1}&u_{3}v_{2}&u_{3}v_{3}\end{bmatrix}},}
这里的箭头指示这只是并矢积关于特定基的特定表示。在这种表示中，并矢积是克罗内克积的特殊情况。